# Ескадрені міноносці типу «Фубукі»
Ескадрені міноносці типу «Фубукі» (яп. 吹雪型駆逐艦, Fubukigata kuchikukan) — ескадрені міноносці Імперського флоту Японії кінця 1920-х років, які взяли участь у Другій світовій війні..

## Історія створення
У 1922 році Японія підписала Вашингтонську морську угоду щодо обмеження військово-морських  сил. Відповідно до цієї угоди Японія могла мати есмінці загальною водотоннажністю у 201 600 т. Оскільки генеральний штаб планував мати у складі флоту 144 есмінці, стандартна водотоннажність кожного корабля мала становити 1 400 т. Ця величина на той час вже вважалась недостатньою для побудови повноцінного корабля. Проте японські конструктори вирішили компенсувати це обмеження якісними показниками. Крім того, командування флоту вирішило досягнути великого радіусу дії есмінців у складі флоту в Тихому океані, і не дуже переймалось тим, що договірні обмеження будуть дещо перевищені.
У жовтні 1922 року був представлений проєкт 2000-тонного есмінця, озброєного двома спареними 120-ии гарматами, шістьма торпедними апаратами, який мав розвивати швидкість у 40 вузлів. На початку 1924 року йому присвоїли назву «F 24».
Проєкт викликав широкі дискусії, оскільки водотоннажність була занадто великою, щоб вкластись в договірні обмеження і мати необхідні 144 кораблі. Флот вимагав зменшити водотоннажність мінімум на 250 т. 
В остаточний проєкт були внесені нові зміни. Силова установка розроблялась на потужність 50 000 к.с., що давало максимальну швидкість у 35 вузлів. Але це дало змогу збільшити запас палива і дальність плавання на 20 відсотків, що стало вирішальним фактором.
Остаточний варіант отримав назву «Есмінці спеціального типу»  (яп. 特型駆逐艦, Toku-gata Kuchikukan).

## Конструкція
Озброєння кораблів складалось з шести спарених 127-мм/50 гармат «Тип 3», розміщених в герметичних баштах з протиосколковим бронюванням. Таке рішення було вперше застосоване на есмінцях. 
Застосування дев'яти 610-мм торпедних апаратів давало кораблям велику ударну потужність. Самі торпедні апарати, які раніше ставились перед містком, тут були розміщені в середній частині, між димовими трубами, де вони були захищені від заливання. Таке розташування торпедних апаратів дало змогу розмістити місток далі в бік корми, що разом з широкою косовою частиною давало хороші морехідні якості.
Коли у 1928 році вступив у стрій головний корабель серії «Фубукі», його поява викликала занепокоєння провідних морських держав, перш за все Великої Британії та США, оскільки вони не мали есмінців новіших, ніж закладені у 1917 році. Тепер же вони за своїми параметрами значно поступались есмінцям типу «Фубукі», при цьому ні британці, ні американці не знали про застосування 610-мм торпед. 

### Підтипи
Оскільки кораблі будувались упродовж 5 років, в їхню конструкцію постійно вносились зміни. Тому всю серію умовно ділять на 3 підтипи.
Перші 10 кораблів (підтип «Фубукі») мали спарені артилерійські установки «Тип 1» з кутом підвищення 40°. Але система управління вогнем була недостатньо ефективною і недопрацьованою. 
Друга група з 10 кораблів (підтип «Аянамі») мала модернізовані 127-мм артилерійські установки «Тип 2» з кутом підвищення 75° і покращеною системою управління вогнем, що викликало необхідність зробити додатковий рівень над містком і менш помітні повітрязабірники. 
Третя група з 4 кораблів, замовлена за програмою 1927 року (підтип «Акацукі») мала всього три котли замість чотирьох, а носова труба була значно тонша за кормову.

### Недоліки
Есмінцям типу «Фубукі» були притаманні недоліки, типові для всіх японських кораблів того  періоду. Перш за все це була занадто велика верхня маса, і пов'язані з цим проблеми з остійністю. Щоб досягнути замовлених флотом вимог у швидкості, озброєнню та дальності плавання при обмеженнях водотоннажності, конструктори знижували масу корабля усіма можливими способами, зокрема використанням полегшених силових установок, використання легких сплавів та застосування зварювання при складанні корпусів. У той же час довгий напівбак, високий місток та гарматні башти дали невраховані 200 т. В есмінців підтипу «Аянамі» ситуація була ще гіршою, оскільки їхні гарматні башти були на 20 % важчими, а місток мав на один рівень більше.
Той факт, що нові японські кораблі мають проблеми з остійністю, вперше проявився 12 березня 1934 року, коли міноносець «Томодзуру» всього через 3 тижні після вступу у стрій перевернувся та затонув під час маневрів. Але перш ніж щось було зроблено, стався так званий «інцидент з Четвертим флотом», коли під час навчань есмінці типу «Фубукі» потрапили у шторм і зазнали значних пошкоджень. В результаті негайно була запущена програма реконструкції всіх кораблів (крім лінкорів та важких авіаносців), збудованих наприкінці 1920-х - на початку 1930-х років.

### Модернізації
В ході модернізації на есмінцях типу «Фубукі» була знижена висота містків та димових труб, збільшена кількість палива (щоб збільшити масу в нижній частині корпуса). Кількість запасних торпед для центрального торпедного апарату зменшили до трьох, а 8 останніх кораблів отримали нові башти «Тип 3» з кутом підвищення 55°. Крім того, були посилені корпуси, а в трюм вклали баласт. В результаті водотоннажність виросла до 2090 / 2427 т, а швидкість зменшилась до 34 вузлів.
Під час бойових дій кількість зенітного озброєння постійно збільшувалась. У 1932-1933 роках 7,7-мм кулемети замінили на 13,2-мм. У 1937 році вперше з'явились 25-мм зенітні автомати, коли на кораблях були змонтовані по дві спарені установки. 
У 1942-1943 роках одна з башт була демонтована, замість неї встановили дві триствольні зенітні установки. Згодом кількість 25-мм автоматів довели до 14-ти, і крім того, було ще чотири 13,2-мм кулемети. Також були встановлені 4 бомбомети, а кількість глибинних бомб зросла до 36 штук.
В середині 1944 року на вцілілих кораблях (яких залишалось 12 одиниць) зенітне озброєння збільшилось до 22-х 25-а автоматів та 6-ти 13,2-мм кулеметів. Наприкінці війни на деяких японських кораблях стали встановлювати радари. Зокрема, «Усіо» отримав радар «Тип 13».

## Представники
| Назва            | Верф                         | Закладений          | Спущений на воду    | Вступив у стрій     | Доля                                                                                              |
| ---------------- | ---------------------------- | ------------------- | ------------------- | ------------------- | ------------------------------------------------------------------------------------------------- |
| Підтип «Фубукі»  |                              |                     |                     |                     |                                                                                                   |
| Фубукі           | Верф ВМФ в Майдзуру          | 19 червня 1926      | 15 листопада 1927   | 10 серпня 1928      | Потоплений 11 жовтня 1942 року в бою біля мису Есперанс                                           |
| Сіраюкі          | Верф «Mitsubishi» в Йокогамі | 19 березня 1927     | 20 березня 1928     | 18 грудня 1928      | Потоплений 3 березня 1943 року у битві в морі Бісмарка                                            |
| Хацуюкі          | Верф ВМФ в Майдзуру          | 12 квітня 1927      | 29 вересня 1928     | 30 березня 1929     | Потоплений авіацією 17 липня 1943 року біля острова Бугенвіль                                     |
| Муракумо         | Верф «Фуджінагата» в Осаці   | 25 квітня 1927      | 27 вересня 1928     | 10 травня 1929      | Потоплений авіацією 12 жовтня 1942 року при поверненні від Гуадалканала                           |
| Сінономе         | Верф ВМФ в Сасебо            | 12 серпня 1926      | 26 листопада 1927   | 25 липня 1928       | Потоплений авіацією 17 грудня 1941 року біля острова Борнео                                       |
| Усугумо          | Верф «Ishikawajima» в Токіо  | 21 жовтня 1926      | 26 грудня 1927      | 26 липня 1928       | Потоплений 5 липня 1944 року підводним човном «Скейт» в Охотському морі                           |
| Сіракумо         | Верф «Ishikawajima» в Токіо  | 27 жовтня 1927      | 27 грудня 1927      | 28 липня 1928       | Потоплений 16 березня 1944 року підводним човном «Таутог» при слідуванні на Курильські острова    |
| Ізонамі          | Верф «Uraga Dock»            | 19 жовтня 1926      | 24 листопада 1927   | 30 червня 1928      | Потоплений 9 квітня 1943 року підводним човном «Таутог» в морі Банда                              |
| Уранамі          | Верф «Uraga Dock»            | 28 квітня 1927      | 29 листопада 1928   | 30 червня 1929      | Потоплений авіацією 26 жовтня 1944 року у внутрішній частині Філіппінського архіпелагу            |
| Міюкі            | Верф «Uraga Dock»            | 30 квітня 1927 року | 26 червня 1928 року | 29 червня 1929 року | Зазнав аварії та затонув 29 червня 1934 року                                                      |
| Підтип «Аянамі»  |                              |                     |                     |                     |                                                                                                   |
| Аянамі           | Верф «Фуджінагата» в Осаці   | 20 січня 1928       | 5 жовтня 1929       | 30 квітня 1930      | Потоплений 15 листопада 1942 року лінкором «Вашингтон» в битві біля Гуадалканала                  |
| Сікінамі         | Верф ВМФ в Майдзуру          | 6 липня 1928        | 22 червня 1929      | 24 грудня 1929      | Потоплений 12 вересня 1944 року підводним човном «Гроулер» у Південнокитайському морі             |
| Асагірі          | Верф ВМФ в Сасебо            | 12 грудня 1928      | 18 листопада 1929   | 18 листопада 1929   | Потоплений авіацією 28 серпня 1942 року потоплений під час рейсу на Гуадалканал                   |
| Югірі            | Верф ВМФ в Майдзуру          | 1 квітня 1929       | 12 травня 1930      | 3 грудня 1930       | Потоплений 25 листопада 1943 року в бою віля мису Сент-Джордж                                     |
| Амагірі          | Верф «Ishikawajima» в Токіо  | 28 листопада 1928   | 27 лютого 1930      | 10 листопада 1930   | Підірвався на міні і затонув 23 квітня 1944 року біля Борнео                                      |
| Сагірі           | Верф «Uraga Dock»            | 28 березня 1929     | 23 грудня 1929      | 31 січня 1931       | Потоплений 24 грудня 1941 року потоплений підводним човном HNLMS K XVI в Південнокитайському морі |
| Оборо            | Верф ВМФ в Сасебо            | 29 листопада 1929   | 8 листопада 1930    | 31 жовтня 1931      | Потоплений авіацією 17 жовтня 1942 року на Алеутських островах                                    |
| Акебоно          | Верф «Фуджінагата» в Осаці   | 25 листопада 1929   | 7 листопада 1930    | 31 липня 1931       | Потоплений авіацією 14 листопада 1944 року в Манілі                                               |
| Садзанамі        | Верф ВМФ в Майдзуру          | 21 березня 1930     | 6 червня 1931       | 19 травня 1932      | Потоплений 14 січня 1944 року підводним човном «Альбакор» на Каролінських островах                |
| Усіо             | Верф «Uraga Dock»            | 24 грудня 1929      | 17 листопада 1930   | 14 листопада 1931   | Зданий на злам у 1948 році                                                                        |
| Підтип «Акацукі» |                              |                     |                     |                     |                                                                                                   |
| Акацукі          | Верф ВМФ в Сасебо            | 17 лютого 1930      | 7 травня 1932       | 30 листопада 1932   | Потоплений 13 листопада 1942 року в битві біля Гуадалканала                                       |
| Хібікі           | Верф ВМФ в Майдзуру          | 21 лютого 1930      | 16 червня 1932      | 31 березня 1933     | У 1947 році переданий СРСР, носив назву «Верный», в 1953 році зданий на злам                      |
| Ікадзучі         | Верф «Uraga Dock»            | 7 березня 1930      | 22 жовтня 1931      | 15 серпня 1932      | Потоплений 13 квітня 1944 року підводним човном «Гардер» при слідуванні на Каролінські острова    |
| Інадзума         | Верф «Фуджінагата» в Осаці   | 7 березня 1930      | 25 лютого 1932      | 15 листопада 1932   | Потоплений 14 травня 1944 року підводним човном «Боунфіш» в протоці між морями Сулу та Сулавесі   |